# 相葉マナブ
相葉マナブ（あいばマナブ）は、テレビ朝日系列で2013年4月21日から、毎週日曜日18:00 - 18:54（JST）に放送されているバラエティ番組。嵐の相葉雅紀の初の冠番組でもある。

## 概要
「ニッポンを元気に!」をテーマに、謎の所長から命じられた相葉が、サポートメンバーとともにロケへ出向いて学習する。
テレビ朝日系列では、これまで1982年4月4日放送開始の『料理バンザイ!』（雪印乳業・雪印食品・雪印ローリーの雪印グループ一社提供）から2013年3月24日までの『笑顔がごちそう ウチゴハン』（味の素一社提供）まで日曜18時台前半枠を料理番組枠としてきていたが、本番組ではジャンルが変更されており、この枠が料理番組以外になるのは筑紫哲也（当時朝日新聞記者）が出演していた『日曜夕刊!こちらデスク』以来になるとはいえ、かつては料理番組を放送していた時間帯である名残により「マナブ!旬の産地ごはん」等料理の企画が大半であるため、事実上の料理番組である。
2016年1月10日に『相葉マナブ 荒川下り完結編!川沿いの町の魅力学んで東京湾到達SP』と題し、初の1時間SP（18:00 - 18:57）が放送された。
2021年4月改編により、同年4月4日からは、放送時間を30分拡大し、18:00 - 19:00の1時間となることが、同年3月7日の放送で発表された。テレビ朝日日曜18時台の1時間番組は、1975年4月 - 9月放送のオーディション番組『決定版 あなたをスターに!』以来45年半振りで、NETテレビからの社名変更後では初となる。これに伴い、『ナニコレ珍百景』への接続はステブレレスに変更された。なお、18:30（ミニ番組〈テレビ朝日では『食ノ音色』を繰り上げ〉放送時は18:34）から特別番組が組まれる場合は2021年3月以前と同様に30分の短縮版（18:00 - 18:30）として放送される。
2023年4月2日放送分で放送開始10周年を迎えた。同年4月9日放送分では、歌舞伎俳優の四代目 市川猿之助とSixTONESのジェシーがお祝いにゲスト出演した。

### 短縮版での放送の例
2021年10月31日放送分は『世界新体操2021 団体種目別決勝』を放送する為、18:00 - 18:30までの短縮版で放送された。
2021年12月19日放送分は『M-1グランプリ2021』を放送する為、18:00 - 18:30までの短縮版で放送された。
2022年12月18日放送分は『M-1グランプリ2022』を放送する為、18:00 - 18:30までの短縮版で放送された。
2023年3月12日放送分は『2023 ワールド・ベースボール・クラシック』1次ラウンド 日本×オーストラリア戦（東京ドーム）を放送する為、18:00 - 18:30までの短縮版で放送された。同じく2024年11月17日もプレミア12中継のため同様。

### 嵐メンバーのゲスト出演
- 2014年4月20日に、大野智が出演。
- 2017年11月12日の1時間SPに、二宮和也が出演。
- 2018年5月6日の1時間SPに、櫻井翔が出演。
- 2020年12月13日の1時間SPに、大野智が出演。
- 2022年1月16日に、松本潤が出演。

### ジャニーズ事務所→STARTO ENTERTAINMENT所属タレントのゲスト出演
- 知念侑李（Hey!Say!JUMP）（2015年11月22日放送分・2015年11月29日放送分・2018年10月28日放送分・2021年10月31日放送分）
- 中丸雄一（KAT-TUN）（2017年4月30日放送分）
- 小瀧望（WEST.）（2018年11月14日放送分）
- 風間俊介（2019年4月3日放送分・2023年11月12日放送分・2023年11月19日放送分） [注 3]
- 井ノ原快彦（V6）（2019年4月28日放送分）
- 三宅健（V6）（2019年7月17日放送分）
- 山田涼介（Hey!Say!JUMP）（2019年7月17日放送分）
- 東山紀之（少年隊）（2019年9月15日放送分）[注 4]
- 辰巳雄大（ふぉ〜ゆ〜）（2019年12月8日放送分）
- 松崎祐介（ふぉ〜ゆ〜）（2019年12月8日放送分）
- 深澤辰哉（Snow Man）（2020年1月19日放送分）
- 目黒蓮（Snow Man）（2020年1月19日放送分)
- 佐藤龍我（美 少年 /ジュニア）（2020年9月13日放送分）
- 浮所飛貴（美 少年 /ジュニア）（2020年9月13日放送分）
- 横山裕（関ジャニ∞）（2021年6月20日放送分・2023年4月16日放送分）
- 正門良規（Aぇ!group/関西ジュニア）（2021年10月17日放送分）
- 高橋恭平（なにわ男子）（2021年11月7日放送分）
- 藤原丈一郎（なにわ男子）（2021年11月7日放送分）
- 大西流星（なにわ男子）（2022年3月13日放送分）
- 岩崎大昇（美 少年 /ジュニア）（2022年9月4日放送分）
- 那須雄登（美 少年 / ジュニア）（2022年9月4日放送分）
- King & Prince（2023年7月9日放送分） [注 5]
  - 高橋海人（2022年12月11日放送分・2023年7月9日放送分）
  - 永瀬廉（2023年7月9日放送分）
- ジェシー（SixTONES）（2023年4月9日放送分）
- 中島健人（Sexy Zone）(2023年9月10日放送分)
- 西畑大吾（なにわ男子）（2023年9月17日放送分）

## 出演者
毎回2、3人が相葉とともにテーマについて学習する。また、回によっては下記のメンバーに加え、ゲストが参加することもある。
MC
- 相葉雅紀（嵐）

レギュラーサポートメンバー
- 澤部佑（ハライチ）※2013年4月21日 - 2015年12月6日までは渡部建・カンニング竹山・コカドケンタロウ・小島よしお・鈴木拓・塚地武雅・土田晃之・ビビる大木・DAIGOと毎週2〜3人交代でサポートメンバーとして不定期で出演。2016年1月31日以降は毎週レギュラー出演。2023年2月26日放送分以降は、隔週月曜の当番組のロケ時間と澤部が相方の岩井勇気とフリーアナウンサーの神田愛花とMCを務めるフジテレビ『ぽかぽか』の生放送の時間帯、隔週木曜のフジテレビ『なりゆき街道旅』のロケ時間が重なり、当番組のロケを内容によっては全編欠席したり、途中から参加する場合も有る。『なりゆき街道旅』は2023年3月26日放送分で卒業した。
- 小峠英二（バイきんぐ）※2020年7月26日放送分から不定期出演。2020年12月27日以降は毎週レギュラー出演。▲

準レギュラーサポートメンバー（主に澤部・小峠が欠席した時の代理を中心に不定期出演）
- 高橋茂雄（サバンナ）※2017年8月から不定期出演。▲
- DAIGO（2020年7月12日放送分に約4年ぶりにゲスト出演）※2013年4月21日放送分 - 2015年12月6日放送分までは不定期出演、約4年ぶりにゲスト出演した2020年7月12日放送分から不定期出演。▲
- あばれる君 ※2021年6月6日放送分に初登場した。
- 田中卓志（アンガールズ）※2021年8月8日放送分に初登場した。
- 岡部大（ハナコ）※2023年2月26日放送分に初登場した。

不定期出演
- JUJU（2020年4月12日放送分・2021年5月2日放送分・2021年5月9日放送分・2023年1月22日放送分・2023年12月3日放送分）

▲2020年9月13日放送分以降、新型コロナウイルス感染拡大防止対策で相葉の所属事務所の先輩又は後輩がゲストで出演する場合、サポートメンバーは澤部のみの出演の場合も有る編成が導入された。
▲2021年6月20日放送分以降、新型コロナウイルス感染拡大防止対策で相葉の所属事務所の先輩又は後輩がゲストで出演する場合、1つのテーマだけで1時間放送する場合も有る編成が導入された。
▲2022年3月13日放送分以降、新型コロナウイルス感染拡大防止対策で相葉の所属事務所の先輩又は後輩がゲストで出演する場合、ゲストも相葉とサポートメンバーと一緒に料理をする場合も有る編成が導入された。
▲2022年3月13日放送分では、当初は澤部が「マナブ!春が来た!どこよりも早いパン祭り!」に出演予定だったが、同居する家族が新型コロナウイルスに感染して保健所から濃厚接触者に認定され10日間の自宅待機を要請された為、田中が代打で出演した。「釜-1グランプリNEO」には澤部が通常通り出演した。
▲2022年3月20日放送分では、当初は澤部が「マナブ!イチからものづくり!〜寸胴〜」に出演予定だったが、同居する家族が新型コロナウイルスに感染して保健所から濃厚接触者に認定され10日間の自宅待機を要請された為、田中が急遽出演した。別日のロケには澤部が通常通り出演したが、田中は出演しなかった。
▲2022年9月4日放送分以降、新型コロナウイルス感染拡大防止対策で相葉の所属事務所の先輩又は後輩がゲストで出演する場合、サポートメンバーの澤部と小峠が放送内容によっては通常通り出演する場合も有る編成が導入された。
▲2022年9月25日放送分以降、新型コロナウイルス感染拡大防止対策で相葉とドラマや映画で共演する俳優・女優がゲストで出演する場合、サポートメンバーは澤部のみの出演の場合も有る編成が導入された。
過去のサポートメンバー（2013年4月21日 - 2015年12月6日）
- カンニング竹山
- コカドケンタロウ（ロッチ）
- 小島よしお
- 鈴木拓（ドランクドラゴン）
- 塚地武雅（ドランクドラゴン）
- 土田晃之
- ビビる大木

過去のサポートメンバー（2013年4月21日 - 2020年6月7日）
- 渡部建（アンジャッシュ）[6][注 11]

ナレーション
- 神奈月[注 12]

かつては謎の研究所の所長という設定で、相葉に対しその日のテーマを発表していた。
- 杉本るみ

2014年8月31日から、補足説明などを担当。
過去のナレーション
- 榊原望

2014年8月24日まで、補足説明などを担当。

## 現在の企画（2023年10月15日現在）
マナブ!旬の産地ごはん
2017年2月5日放送分から開始し、日本全国、今が旬の絶品食材を追い求め、その美味しさを存分に知った産地ならではの食べ方で頂く内容。
しょう油の手作りプロジェクト
スタッフの協力の下、半年間かけて手作りしょう油を完成させる。番組の最後で紹介されることが多い。初回は2014年1月5日。
マナブ家庭菜園
とあるマンションの室内で、どんな野菜を育てることが出来るのかを様々な栽培方法で試す長期プロジェクト。育った野菜は相葉達がそれを使った料理を作る。
釜-1グランプリ→釜-1グランプリNEO
視聴者が考案した釜飯を相葉たちが製作する。当初は数種類のエントリーから相葉やサポートメンバーの投票でチャンピオンを決めていたが、放送時間が1時間に拡大された2021年4月にコーナー名を「釜-1グランプリNEO」に改題して1vs1の勝ち抜き方式にリニューアルされ、10連勝達成で相葉マナブオリジナル釜をプレゼント。2022年4月3日放送分からは過去の放送で採用された方も含めて、採用された方全員に番組オリジナル名言入りステッカー3枚組をプレゼントされる様になった。2022年5月8日放送分からは釜飯が炊き上がるまでの間に相葉・澤部・小峠への質問やお悩み相談を募集し、採用されたら番組オリジナル名言入りステッカー3枚組をプレゼントされる様になった。
行列のできる名店のアレを作りたい!
2022年7月17日放送分から始まり、全国各地にある行列のできる名店のレシピの"アレ"を教わり、相葉が実際に作る内容。
マナブ!旬のご当地フルーツ大集合!
2022年8月7日放送分から始まり、この時期に美味しい全国各地のスイーツが大集合し、そのフルーツを使ってお勧めスイーツを作る内容。
マナブ!初めまして食材!
2022年12月11日放送分から開始し、番組で未だ扱っていなかった食材を取り上げる内容。
マナブ!教えてベスト3
2022年12月18日放送分から開始し、視聴者の皆さんから聞いた“冬の定番料理の中でもっと美味しく作りたいけど、上手く出来ないもの”ベスト3の「家庭で美味しく作るポイント」を、プロの料理人の皆さんに教えて頂く内容。
出張!名店にマナブ!
2023年8月6日放送分から開始し、実際にお店にお伺いしてプロから料理を学ぶ内容。初回は天ぷら編。
マナブ!秘密ののっけ飯
2023年9月24日放送分から開始し、ご飯に乗せたら美味しい秘密のレシピを名店のシェフや料理研究家から学ぶ内容。
教えて!美味しいしょうが焼き!
2023年10月15日放送分から開始し、名店のシェフとっておきの“生姜焼き”のレシピを教えて頂く内容。

## 過去の企画
ニッポン生まれを学べ
一見すると外国生まれっぽいが、実は日本生まれである料理やアイテムを学ぶ。クイズ形式になっており、正解者には選んだ料理やお寿司などの料理が振る舞われる。
ニッポンの旬を学べ
「タケノコ」や「緑茶」など日本らしい旬の食材を味わう。ただし、協力してもらう農家へは出演者自身によって撮影交渉及び採るための交渉をしなければならない。また、万が一の場合に備え野草の専門家も同行し食べられる野草についても学ぶ。
採取時や加工時にはゲームやクイズを行い、勝者は楽な仕事や料理を味わうことができ、敗者は過酷な仕事や作業を行わなければならない。
商店街から知恵と工夫を学べ
大型ショッピングモールなどが建ってもにぎわう商店街を歩き、生き残るための知恵や工夫を学ぶ。この企画の初回にてバッジ製作店にてオリジナルバッジ（相葉が描いた、富士山と番組のシンボルであるメガネが描かれた物）を製作し、以降の収録ではメンバーが付けて収録している。
生活の知恵を学べ
ハウススタジオにて役者の寸劇を見た後、生活の上で起こりうるトラブルの解決策や、快適な暮らしを実現するための方法を勉強する（視聴者からの投稿による）。
究極の○○を学べ
「味噌汁」「卵焼き」など日本人に馴染みの深い料理について学び、最高の材料を揃えて専門家の指導の下「究極の一品」を作ることを目指す。
ご当地マナブ駅弁
駅弁の売られていない駅の周辺で、駅周辺の地元食材を探し集めて1日限定のオリジナル駅弁を開発する。
ぐるっと1周200キロ!マナブ東京湾
東京湾岸200キロの各地を巡り、100の知識を学ぶ。

## 釜-1グランプリ10連勝以上釜飯
- キンパ釜飯 2021年7月18日（19連勝）
- 岐阜名物釜飯 2021年5月16日（11連勝）

## 放送の休止・放送内容の変更
2022年10月23日放送分は当初通常放送予定だったが、プロ野球『SMBC日本シリーズ2022 第2戦 東京ヤクルトスワローズ×オリックス・バファローズ』（18:00 - 20:56）を放送する為に急遽休止となり、翌週に振替放送。
2017年1月1日放送分と2023年1月1日放送分は『芸能人格付けチェック』（冬の通常版）のため休止。
2023年2月19日放送分は当初の予告では「マナブ!旬の産地ごはん」と「釜-1グランプリNEO」の2本立てで放送予定だったが、実際は「マナブ!旬の産地ごはん」のみの放送だった。
2024年1月7日放送分は当初通常放送予定だったが、2024年1月1日に放送予定だった『芸能人格付けチェック』（冬の通常版）を放送する為に休止となり、翌週に振替放送。

## ネット局と放送時間
| 放送地域       | 放送局                       | 系列           | 放送日時           | ネット状況 | 備考                |
| -------------- | ---------------------------- | -------------- | ------------------ | ---------- | ------------------- |
| 関東広域圏     | テレビ朝日（EX）             | テレビ朝日系列 | 日曜 18:00 - 19:00 | 制作局     |                     |
| 北海道         | 北海道テレビ（HTB）          | テレビ朝日系列 | 日曜 18:00 - 19:00 | 同時ネット |                     |
| 青森県         | 青森朝日放送（ABA）          | テレビ朝日系列 | 日曜 18:00 - 19:00 | 同時ネット |                     |
| 岩手県         | 岩手朝日テレビ（IAT）        | テレビ朝日系列 | 日曜 18:00 - 19:00 | 同時ネット |                     |
| 宮城県         | 東日本放送（khb）            | テレビ朝日系列 | 日曜 18:00 - 19:00 | 同時ネット |                     |
| 秋田県         | 秋田朝日放送（AAB）          | テレビ朝日系列 | 日曜 18:00 - 19:00 | 同時ネット |                     |
| 山形県         | 山形テレビ（YTS）            | テレビ朝日系列 | 日曜 18:00 - 19:00 | 同時ネット |                     |
| 福島県         | 福島放送（KFB）              | テレビ朝日系列 | 日曜 18:00 - 19:00 | 同時ネット |                     |
| 新潟県         | 新潟テレビ21（UX）           | テレビ朝日系列 | 日曜 18:00 - 19:00 | 同時ネット |                     |
| 長野県         | 長野朝日放送（abn）          | テレビ朝日系列 | 日曜 18:00 - 19:00 | 同時ネット |                     |
| 静岡県         | 静岡朝日テレビ（SATV）       | テレビ朝日系列 | 日曜 18:00 - 19:00 | 同時ネット |                     |
| 石川県         | 北陸朝日放送（HAB）          | テレビ朝日系列 | 日曜 18:00 - 19:00 | 同時ネット |                     |
| 中京広域圏     | 名古屋テレビ（メ〜テレ/NBN） | テレビ朝日系列 | 日曜 18:00 - 19:00 | 同時ネット |                     |
| 近畿広域圏     | 朝日放送テレビ（ABC TV）     | テレビ朝日系列 | 日曜 18:00 - 19:00 | 同時ネット | [ 注 18 ] [ 注 19 ] |
| 広島県         | 広島ホームテレビ（HOME）     | テレビ朝日系列 | 日曜 18:00 - 19:00 | 同時ネット |                     |
| 山口県         | 山口朝日放送（yab）          | テレビ朝日系列 | 日曜 18:00 - 19:00 | 同時ネット |                     |
| 香川県・岡山県 | 瀬戸内海放送（KSB）          | テレビ朝日系列 | 日曜 18:00 - 19:00 | 同時ネット |                     |
| 愛媛県         | 愛媛朝日テレビ（eat）        | テレビ朝日系列 | 日曜 18:00 - 19:00 | 同時ネット |                     |
| 福岡県         | 九州朝日放送（KBC）          | テレビ朝日系列 | 日曜 18:00 - 19:00 | 同時ネット |                     |
| 長崎県         | 長崎文化放送（ncc）          | テレビ朝日系列 | 日曜 18:00 - 19:00 | 同時ネット |                     |
| 熊本県         | 熊本朝日放送（KAB）          | テレビ朝日系列 | 日曜 18:00 - 19:00 | 同時ネット |                     |
| 大分県         | 大分朝日放送（OAB）          | テレビ朝日系列 | 日曜 18:00 - 19:00 | 同時ネット |                     |
| 鹿児島県       | 鹿児島放送（KKB）            | テレビ朝日系列 | 日曜 18:00 - 19:00 | 同時ネット |                     |
| 沖縄県         | 琉球朝日放送（QAB）          | テレビ朝日系列 | 日曜 18:00 - 19:00 | 同時ネット |                     |

### 過去のネット局
- 北日本放送（KNB、日本テレビ系列） - 土曜 15:25 - 16:25にて放送されていたが、2023年3月18日を以て打ち切り[13]。
- 山陰放送（BSS、TBS系列） - 30分時代に月曜 15:52 - 16:21にて放送。
- テレビ宮崎（UMK、フジテレビ系列・日本テレビ系列・テレビ朝日系列） - 当初は不定期放送だったが、2020年4月より土曜 11:00 - 11:30にて放送開始。2022年4月より火曜 14:45 - 15:45にて放送されていたが、2024年3月26日をもって打ち切り。

## スタッフ
現在
- 構成：小野高義、大平尚志、安部裕之
- カメラ：田島実一郎、山崎善映、中祖信也
- 音声：勝見亘
- 照明：三澤孝至、水本富男、鈴木勇人
- 美術進行：吉居真夏、池田彩乃
- CG：南治樹、リガチャ
- ヘアメイク：高橋幸一、福田純子
- スタイリスト：吉田太郎
- 音効：板井基至
- 編集：遠山貴博、山下耕平
- MA：加藤貴春、井上滋、振吉花佑李
- 編成：米川宝（テレビ朝日）
- 宣伝：平野三和・宇田歩未（テレビ朝日）
- デスク：原利加子（テレビ朝日、一時離脱→復帰）
- 技術協力：tsp、共立ライティング、東京オフラインセンター
- リサーチ：フォーミュレーション、ワイズプロジェクト
- 制作協力：花組
- AP：田畑真帆、池田ひかり（田畑・池田→一時離脱→復帰）
- ディレクター：岡本圭太、内田誠司、小宮弘之、松井美保、安田在炫
- 演出：牛嶋創一（花組、以前はディレクター）
- プロデューサー：乾弘明（花組）
- プロデューサー・ディレクター︰真野健太郎（テレビ朝日、以前はディレクター）
- ゼネラルプロデューサー：新田良太（テレビ朝日、以前はディレクター→プロデューサー→一時離脱→ディレクター）
- 制作：テレビ朝日ビジネスソリューション本部 コンテンツ編成局第1制作部
- 制作著作：テレビ朝日

過去
- 構成：平出尚人、あないかずひさ
- デザイン：加藤由紀子
- 美術進行：亀井直子、加藤靖也
- ヘアメイク：風間久美子
- 編集：山野井太郎、神宮寺曉、佐藤敦哉
- MA：降籏直人
- 編成：二階堂義明・柳井寛人・船引貴史・高橋正輝・島川博篤・田中真由子・小谷知輝・岡村地郎（テレビ朝日）
- 宣伝：大川希・残間理央・齋藤莉紗子・池谷麻依・津久井美樹（テレビ朝日）
- TK：長谷川夏子
- 営業：長畑洋太・杉田正芳（テレビ朝日）
- WEB：長谷川主水・里見諒（テレビ朝日）
- デスク：星野敬子・由利倫梨子（テレビ朝日）
- リサーチ：ジーワン
- 協力：ジャニーズ事務所
- AP：山本千穂、吉田美樹、渡部かおり、八幡亜未、波多野真代、関本薫子、坂田景子、藤林千絵、岩田真奈、松村由衣
- ディレクター：畠中洋介・竹原信太郎・堀川恭平（テレビ朝日）、安納隆仁、佐藤嘉一、渡辺伸、藤澤貴之、伊藤正鋭、中川大輔、国玉靖仁、南大輔、勝木拓郎（花組）、玉垣貴史、伊豆原聡、高木志歩、篠原崇（テレビ朝日）、南家幸太、橋新亜貴子
- プロデューサー：冨澤有人・高橋伸之（テレビ朝日）、四戸美穂、中村智子（花組）
- ゼネラルプロデューサー・演出：保坂広司（テレビ朝日）
- ゼネラルプロデューサー：寺田伸也（テレビ朝日）